# Albert Hall (Schauspieler)
Albert Hall (* 10. November 1937 in Brighton, Alabama) ist ein US-amerikanischer Schauspieler.

## Leben
Albert Hall sammelte in den späten 1960er Jahren mit der Richmond Shepard Mime Troup erste schauspielerische Erfahrungen, bevor er 1971 an der New Yorker Columbia University School of the Arts graduierte. Im selben Jahr spielte er im Off-Broadway Theaterstück The Basic Training of Pavlo Hummel, gefolgt vom Broadway-Musical Ain’t Supposed to Die a Natural Death.
Seine erste Nebenrolle in einem Kinofilm hatte Albert Hall in Wenn es Nacht wird in Manhattan, einer Komödie unter Regie von Ossie Davis. Im Verlauf der 1970er-Jahre spielte Hall in einigen Filmen schwarzer Filmemacher. Sein Debüt in einer Mainstream-Produktion feierte er 1979 in Apocalypse Now von Francis Ford Coppola, in dem er eine markante Nebenrolle als Chief Phillips hatte. Anschließend war Albert Hall in über 70 Fernsehproduktionen und Filmen zu sehen. Zu seinen bekannteren Filmen zählen Die fabelhaften Baker Boys, Malcolm X, Teufel in Blau und Menschenkind. 
Eine wiederkehrende Fernsehrolle hatte er 1998 bis 2002 als Richter Seymour Walsh in den Fernsehserien Ally McBeal und Practice – Die Anwälte, beide Serien wurden von David E. Kelley produziert. Gastrollen spielte Albert Hall in Fernsehserien, wie Matlock (als Staatsanwalt in insgesamt sechs Folgen), 24, Schatten der Leidenschaft, Sleeper Cell, Grey’s Anatomy und einigen mehr.

## Filmografie (Auswahl)

### Filme
- 1970: Wenn es Nacht wird in Manhattan (Cotton Comes to Harlem)
- 1974: Willie Dynamite
- 1976: Leadbelly
- 1979: Apocalypse Now
- 1980: Das Guyana-Massaker (Guyana Tragedy: The Story of Jim Jones, Fernsehfilm)
- 1981: Cry Freedom!
- 1985: Trouble in Mind
- 1987: Onkel Toms Hütte (Uncle Tom’s Cabin, Fernsehfilm)
- 1988: Verraten (Betrayed)
- 1989: Die fabelhaften Baker Boys (The Fabulous Baker Boys)
- 1989: Music Box – Die ganze Wahrheit (Music Box)
- 1992: Malcolm X
- 1993: Der Durchstarter (Rookie of the Year)
- 1995: Auf Kriegsfuß mit Major Payne (Major Payne)
- 1995: Teufel in Blau (Devil in a Blue Dress)
- 1996: Great White Hype – Eine K.O.Mödie (The Great White Hype)
- 1996: Mut zur Wahrheit (Courage Under Fire)
- 1996: Emergency in Space – Notfall im All (The Cold Equations, Fernsehfilm)
- 1998: Tiger Woods – Der Traum meines Lebens (The Tiger Woods Story, Fernsehfilm)
- 1998: Menschenkind (Beloved)
- 1999: Swing Vote – Die entscheidende Stimme (Swing Vote, Fernsehfilm)
- 2000: Getting Away with Murder: The JonBenet Ramsey Mystery (Getting Away with Murder: The JonBenet Ramsey Story, Fernsehfilm)
- 2001: Ali
- 2002: Path to War – Entscheidung im Weißen Haus (Path to War, Fernsehfilm)
- 2007: Honeydripper
- 2007: Das Vermächtnis des geheimen Buches (National Treasure: Book of Secrets)
- 2009: Not Easily Broken – Gib niemals auf! (Not Easily Broken)

### Serien
- 1974: Wedding Band (Fernsehfilm)
- 1975: Sanford and Son (Folge 5x05)
- 1975: Kojak – Einsatz in Manhattan (Kojak, Folge 3x14)
- 1976: M*A*S*H (Folge 4x23 Die Chinesen kommen)
- 1979: Roots – Die nächsten Generationen (Roots: The Next Generations, Miniserie, Folge 1x06)
- 1984: Rettet den Weihnachtsmann (The Night They Saved Christmas, Fernsehfilm)
- 1985: Robert Kennedy and His Times (Robert Kennedy & His Times, Miniserie, 3 Folgen)
- 1985: Flammender Sommer – Der lange, heiße Sommer (The Long Hot Summer, Miniserie, 2 Folgen)
- 1986: Miami Vice (Folge 2x12)
- 1986: Fame – Der Weg zum Ruhm (Fame, Folge 6x07)
- 1988–1989: Matlock (6 Folgen)
- 1989: Raumschiff Enterprise – Das nächste Jahrhundert (Star Trek: The Next Generation, Folge 3x06 Die Energiefalle)
- 1989: College Fieber (A Different World, Folge 3x07)
- 1990: Der Nachtfalke (Midnight Caller, Folge 2x16)
- 1991: Gleichheit kennt keine Farbe (Separate But Equal, Miniserie, 2 Folgen)
- 1996: New York Undercover (Folge 2x21 Mein Bruder der Bulle)
- 1998: Practice – Die Anwälte (The Practice, 5 Folgen)
- 1998–2002: Ally McBeal (51 Folgen)
- 2000: Strong Medicine: Zwei Ärztinnen wie Feuer und Eis (Strong Medicine, Folge 1x05)
- 2004: 24 (4 Folgen)
- 2005: Revelations – Die Offenbarung (Revelations, Miniserie, Folge 1x01)
- 2005: Sleeper Cell (2 Folgen)
- 2006: Grey’s Anatomy (Folge 2x23 Opferbereitschaft)
- 2006: Thief – Der Millionenjob (Thief, Miniserie, 4 Folgen)
- 2006: Emergency Room – Die Notaufnahme (ER, Folge 13x03 Wer sehnt sich nicht nach Liebe?)
- 2009–2011: Men of a Certain Age (10 Folgen)
- 2010: Zeit der Sehnsucht (Days of Our Lives, 2 Folgen)
- 2010: Private Practice (Folge 4x05 Das perfekte Paar)
- 2010: Detroit 1-8-7 (Folge 1x10)